# Яван
Яван (тадж. Ёвон) — поселок городского типа (статус с 1965 года) в Хатлонской области Таджикистана, административный центр Яванского района. Расположен на реке Явансу, правом притоке Вахша, у подножья хребта Каратау, который разделяет долины рек Яванскую и Вахшскую долины.
В посёлке расположена одноимённая железнодорожная станция (на линии Бохтар — Яван — Вахдат). В советское время здесь были построены Яванская ТЭЦ и Яванский электрохимический завод, в 2000-х — Яванский цементный завод.

## Население
| 1970 | 1979   | 1989   | 2008   | 2015   | 2019   | 2020   | 2021   | 2022   |
| ---- | ------ | ------ | ------ | ------ | ------ | ------ | ------ | ------ |
| 9034 | 13 884 | 20 148 | 20 209 | 33 200 | 36 100 | 36 700 | 38 100 | 39 600 |